# Balsfjorden
Balsfjorden ou Báhccavuotna est un Fjord dans le comté de Troms en Norvège. 

## Description
Le fjord s'étend sur 57 kilomètres de long et traverse les municipalités de Balsfjord et de Tromsø. Il prend une autre direction au détroit de Tromsøysundet juste au sud de la ville de Tromsø et coule dans une direction nord-sud. 
La route européenne 8 suit la majeure partie de la rive est du fjord et la route européenne 6 longe l'extrémité sud du fjord. Le village de Storsteinnes se trouve le long de la côte sud-ouest du fjord et le village de Nordkjosbotn se trouve à son extrémité sud-est.

## Histoire
L'explorateur Edvard Holm Johannesen y disparait dans un naufrage le 17 décembre 1901. Son corps n'a jamais été retrouvé.

## Quelques vues du Balsfjorden

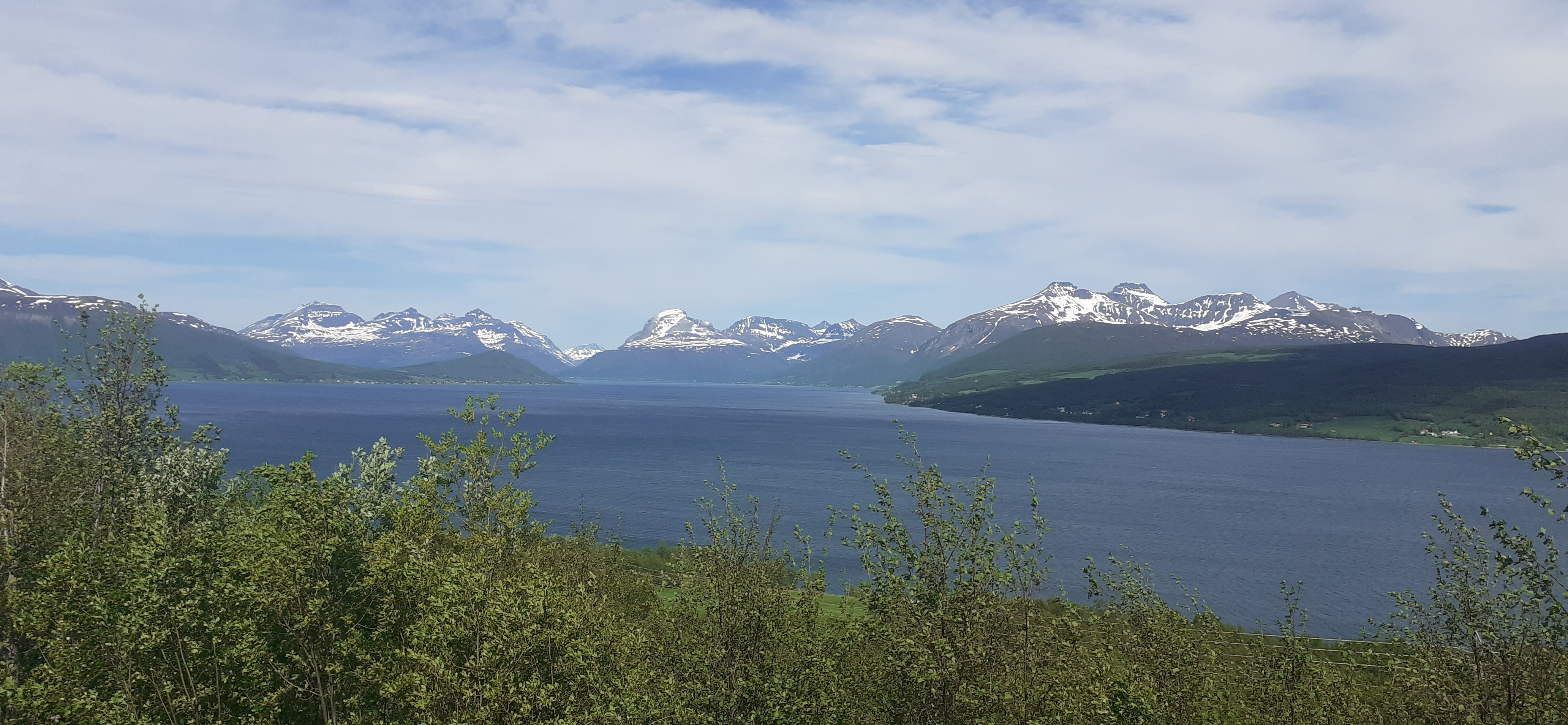
Vue du Balsfjorden depuis la E6 entre Markenes et Nordkjosbotn.
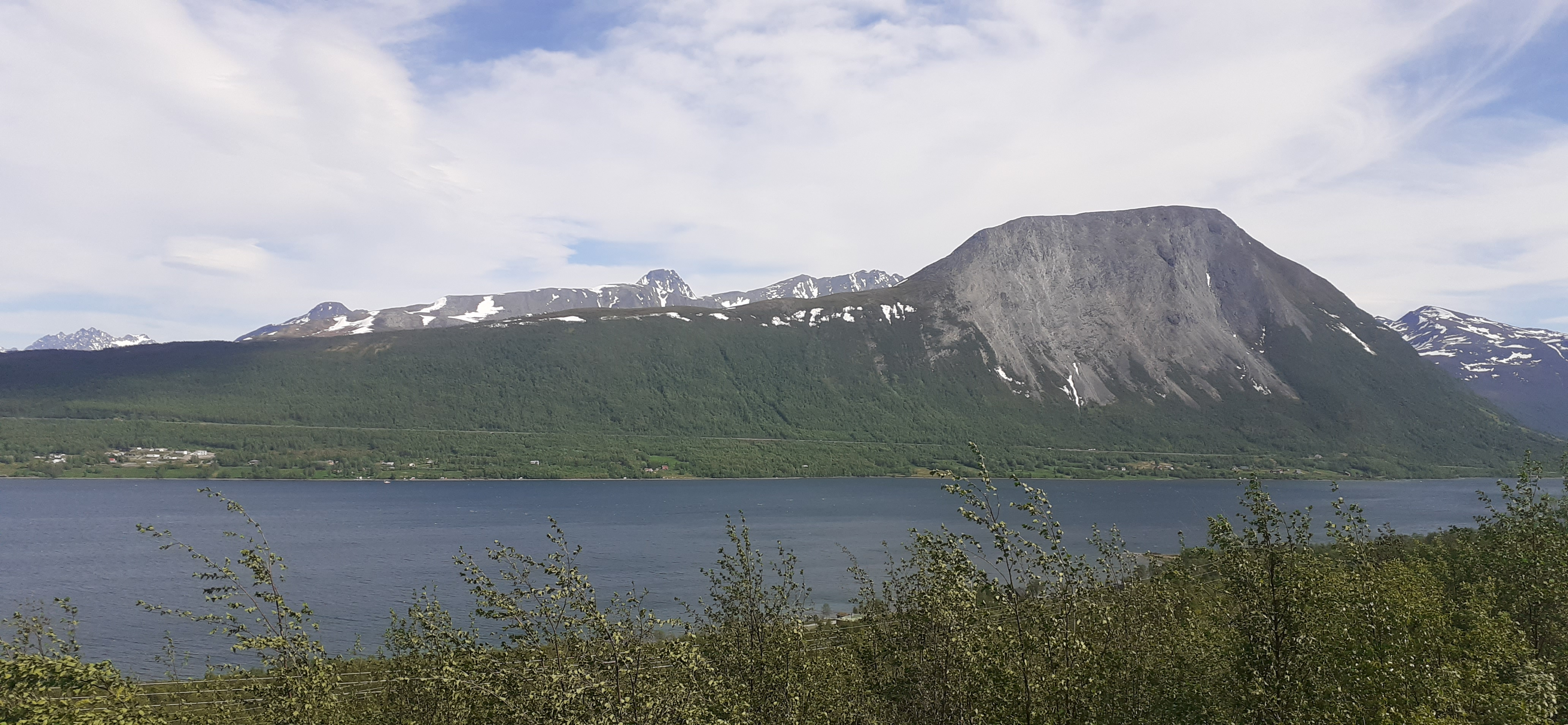
Le Perstinden surplombe la partie est du fjord vers Nordkjosbotn.